# Vlag van Walcourt
De vlag van Walcourt is op onbekende datum bij raadsbesluit vastgesteld als de vlag van de Naamse gemeente Walcourt. De vlag kan als volgt worden beschreven:
Twee even lange banen van wit en van blauw, met in de broektop een rode adelaar met rode snavel, tong en klauwen.
De kleuren van de vlag en een adelaar zijn afgeleid aan het gemeentewapen.